# Callitris Island
Callitris Island är en ö i Australien. Den ligger i delstaten Western Australia, omkring 1 300 kilometer norr om delstatshuvudstaden Perth.
Stäppklimat råder i trakten. Genomsnittlig årsnederbörd är 335 millimeter. Den regnigaste månaden är juni, med i genomsnitt 116 mm nederbörd, och den torraste är juli, med 1 mm nederbörd.